# 土耳其浴
土耳其浴（阿拉伯語：‎, ‎）是源自土耳其地区的一种洗浴方式，主要在公共浴场进行，是蒸汽浴的一种。与桑拿等其余蒸汽浴不同，土耳其浴更注重水浴过程，而非全然使用蒸汽。

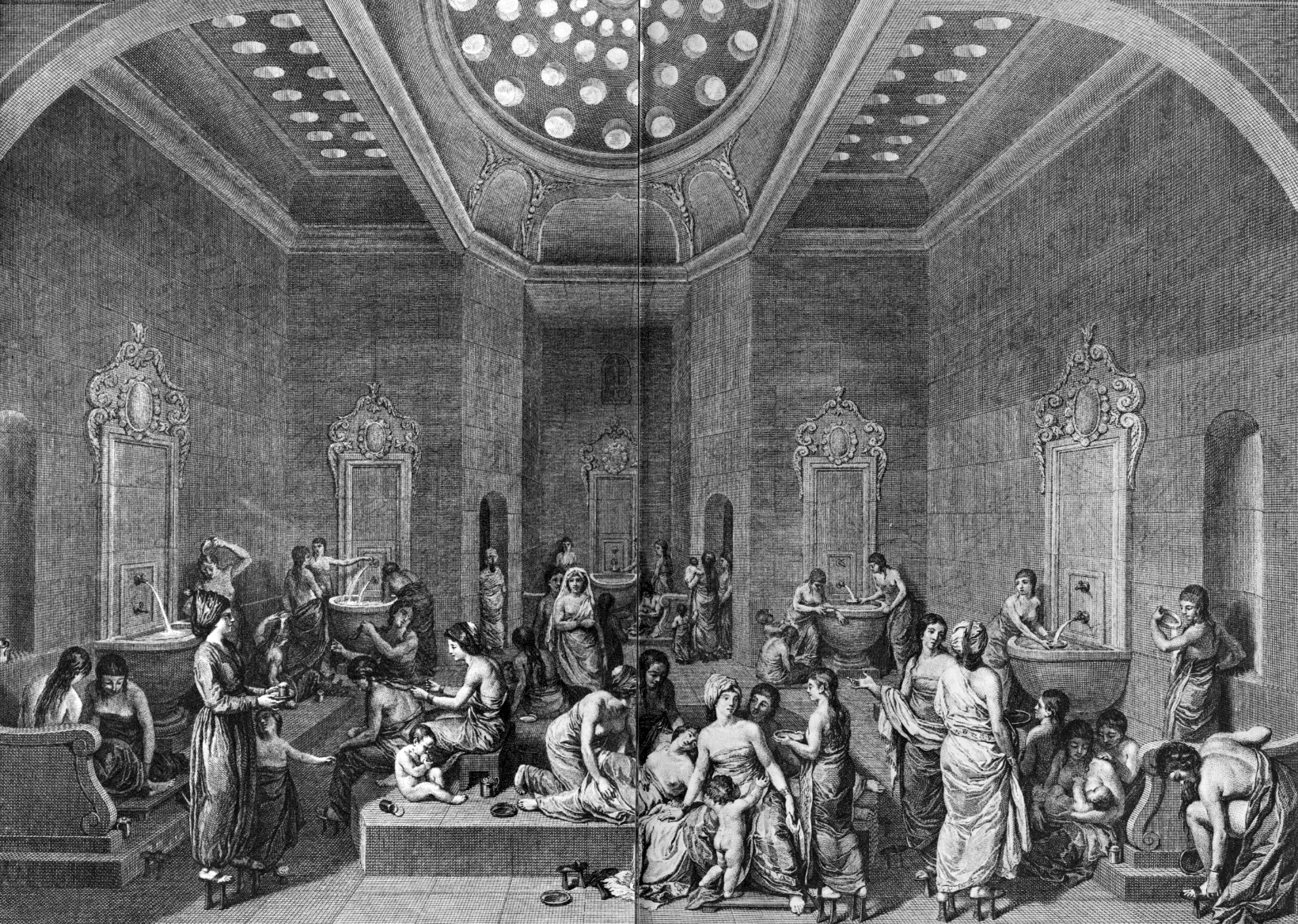
伊斯蘭後宮的土耳其浴

土耳其浴源自古罗马人的洗浴习俗。古罗马时期的公共洗浴已经包括了冷水、热水以及蒸气浴的步骤，并建有庞大的公共浴场，以满足人民洗浴的要求。而土耳其人攻占了东罗马帝国的君士坦丁堡后，也继承了古罗马人的洗浴习惯，并逐步改变为独具特色的土耳其浴。
进行土耳其浴时，浴者首先在暖间内放松休息，利用室内的高温使身体发汗；而后用温水或冷水冲洗身体，并搓洗全身（或做全身按摩、修鬚、修指甲等等）；最后在温室中擦干身体，结束洗浴。